# Mod att leva
Mod att leva är en svensk dokumentärfilm från 1983 i regi av Ingela Romare. Filmen skildrar en kvinnas sjukdom till dess att hon avlider.

### Fotnoter
1. ↑  ”Mod att leva”. Svensk Filmdatabas. http://sfi.se/sv/svensk-filmdatabas/Item/?itemid=16400&type=MOVIE&iv=Basic&ref=/templates/SwedishFilmSearchResult.aspx?id%3d1225%26epslanguage%3dsv%26searchword%3dmod+att+leva%26type%3dMovieTitle%26match%3dBegin%26page%3d1%26prom%3dFalse. Läst 16 maj 2013.